# 河州话
河州话是甘肃省一种克里奥尔化混合语言。它曾在几个世纪内是临夏回族自治州临夏市的通用语。它基于古突厥语和撒拉语，词汇上经过中原官話的重组，因此几乎所有词根都是汉语来源，但语法上仍维持突厥语格局，有6个格、黏着语形态和SOV语序。语法后缀既有突厥来源也有汉语来源；后者时与原来的功能分离并在语义上和汉语几乎没有联系。音系大体类似汉语，有3个声调，河州话变调模式从汉语视角看很罕见。河州话的声调模式很可能不同于汉族、回族、东乡族和保安族的民族语言，而没有直接证据表明本土使用者间有这么大的差别。:160
河州话曾被认为是受突厥语巨大影响的声调正在消失的汉语方言；现在则相反，声调正在产生。:865-874
河州話分布於甘肅省臨夏回族自治州（不含康樂縣、積石山與東鄉族自治縣）；青海民和、循化、樂都及同仁。以臨夏話為代表。
青海民和回族土族自治縣甘溝鄉的河州話受到土族語和安多語等語言的強烈影響，產生了甘溝話。